# Дворец культуры нефтяников имени С. М. Кирова (Ишимбай)
Дворец культуры нефтяников имени С. М. Кирова — памятник архитектуры города Ишимбая, расположенный на площади им. В. И. Ленина.

## История
Строительство Дворца культуры нефтяников имени С. М. Кирова производилось по инициативе Ишимбайского нефтеперерабатывающего завода. Оно завершилось в 1961 году. Учреждение включило в себя зал на 675 мест, кинозал на 300 мест и помещения для работы самодеятельных коллективов.
Первыми начали здесь работу академический хор, хореографические ансамбли, башкирский народный театр, духовой оркестр, студия изобразительного искусства. Многие коллективы создавались квалифицированными специалистами, иногда приглашёнными из других городов. Силами самодеятельных артистов создавались агитбригады, выезжающие в сельские населенные пункты, расположенные в Ишимбайском районе и за его пределами.
В 1980-90-е годы во Дворце культуры нефтяников им С. М. Кирова работали любительская киностудия под руководством А. Емельянова, а также одна из первых ишимбайских телестудий «Орион-ТВ».

## Архитектура
В оформлении интерьера Дворца культуры нефтяников в Ишимбае участвовали выдающиеся художники БАССР.
Фрески «Садам цвесть» и «Спорт» написал Павел Петрович Салмасов, общее руководство комплекса росписей интерьера Дворца — Александр Васильевич Пантелеев.

## Современное состояние
Используется для проведения культурных, спортивных состязаний (например, Чемпионата СССР по русским шашкам среди женщин в 1988 году, чемпионата России по шашкам в 2001 году).